# Dendrolycopodium obscurum
Lycopode obscur, Lycopode foncé
Espèce
Le Lycopode obscur (Lycopodium obscurum) ou (Dendrolycopodium obscurum), est une espèce de plante dans la famille des Lycopodiaceae.